# Феликс Каниц
Феликс Филип Емануел Каниц (на немски: Felix Philipp Emanuel Kanitz) е австрийски и австро-унгарски учен (археолог, етнограф, географ) и художник.
С изследванията си на Балканите си спечелва прозвището Балкански Колумб. Каниц е евреин, приел християнството.

## Биография
Роден е на 2 август 1829 година в Будапеща, Австрийска империя. От малък проявява склонност към музика и изобразително изкуство. На 14-годишна възраст остава сирак и постъпва на работа като „гравьор практикант“ в Литографския институт на Вице Грим. Насочва се основно към илюстрацията. През 1847 г. се преселва във Виена и постъпва в Литографския институт на Е. Зини. Знанията по история на изкуството попълва във Виена, Нюрнберг, Дрезден, Мюнхен и Париж.
Започва изследователски пътувания в Югоизточна Европа – Босна и Херцеговина, Черна гора, Далмация, Сърбия и България, като художествен редактор на сп. „Илюстрирте цайтунг“ (1858). Първата му научна студия „Римски находки в Сърбия“ излиза през 1862 г.
Уредник на Антропологическото дружество във Виена (1870). Научните си съобщения изпраща в Императорската кралска академия. Член-кореспондент на Географските дружества в Дрезден, Санкт-Петербург, Берлин и Виена. Попечител на Музея на търговията и член на дирекционния съвет на Клуба на науките (Виена). От 1878 г. е императорски съветник на император Франц Йосиф I.
Феликс Каниц посещава България осемнадесет пъти. За пръв път стъпва на българска земя на 11 юли 1860 г. През 1868 г. започва изследователско проучване на българските земи за Виенската академия за подпомагане. Резултат от пътешествията из българските земи са уникални трудове с исторически, етнографски и географски характер.
За „Оригинална карта на Дунавска България и Балканът“ с обозначени 3200 селища, 35 манастира и крепости, е награден със златен медал на Географски конгрес (1876, Париж). Използвана е от руското командване по време на Руско-турската война от 1877 – 1878 г. Награден е с руския орден „Света Ана“ с брилянти.
Картите на Феликс Каниц са използвани на Берлинския конгрес на Великите сили (1878) за установяване следвоенните граници на Балканския полуостров. От 1885 г. създава нови 50 карти на Сърбия, Княжество България и Източна Румелия. Издава и 3-томен труд „Дунавска България и Балкана“ – исторически, географски и етнографски пътни студии от 1860 – 1875 г. За последен път е в България през 1883 г.
Умира на 8 януари 1904 година във Виена на 74-годишна възраст.

## Памет
Видинското село Каниц е кръстено на негово име. На него е наречена и улица в кварталите „Крива река“ и „Хиподрума“ в София (Карта).
При престоя си в Ловеч прави описание на града, рисунки и провежда археологически разкопки на Ловешката крепост. Провъзгласен е за почетен гражданин на Ловеч „за подробно изучаване историята на града“ на 18 юли 1902 г.

## Трудове
- „Serbiens byzantinische Monumente“ (1862)
- „Serbien – historisch-ethnographische Reisestudien“ (1868)
- „Katechismus der Ornamentik“ (1877)
- „Дунавска България и Балканът“ (Donau-Bulgarien und der Balkan) (1875, 1882)
- „Römische Studien in Serbien“ (1892)
- „Кралство Сърбия и сръбският народ от Римско време до XIX век“ (Das Königreich Serbien und das Serbenvolk von der Römerzeit bis zur Gegenwart) (1904)